# Dér Endre
Dér Endre (Békéscsaba, 1922. július 7. – 2004. május 21.) József Attila-díjas (1956) író, evangélikus lelkész.

## Élete
A békéscsabai evangélikus Rudolf Főgimnáziumban érettségizett, majd 1945-ben a pécsi Magyar Királyi Erzsébet Tudományegyetem soproni evangélikus teológiai karán szerzett diplomát. 1964-ben Szegeden a Tanítóképző Főiskola magyar szakát is elvégezte. 1945-től 1948-ig a szentesi, mezőtúri majd Budapesten - ahol félállásban a NÉKOSZ kollégiumi mozgalomban nevelőtanári feladatot látott el, egyidejűleg a józsefvárosi evangélikus gyülekezet segédlelkésze, majd Ordass Lajos püspök megbízása alapján általános pesti és pestkörnyéki helyettesítő lelkész volt. Súlyos tüdőmegbetegedése és -műtéte után lelkészi működését rövid ideig Békéscsabán segédlelkészként folytatta, majd újbóli megbetegedése miatt 1950-ben kérte a szolgálattól való felmentését. 1953-tól a Magyar Írók Szövetsége dél-magyarországi csoportjának titkára Szegeden, 1963-tól a Szegedi Egyetem című lap szerkesztője. 1965-ben a Dél-Magyarország, 1966-tól a Tiszatáj, 1971-től az Építőmunkás és 1982-83-ban a békéscsabai Új Auróra munkatársa. 1983-tól szabadúszó prózaíróként valamint cseh és szlovák nyelvi műfordítóként tevékenykedett.

## Munkássága
Dér Endre írói világának kialakulásában meghatározó élményt jelentett szegényparaszti származása, Békéscsabán töltött gyermekkora, a családi légkör: rokonai tevékenyen részt vettek a Viharsarok agrárszocialista megmozdulásaiban. Kamaszkorának emlékeit elevenítette föl Az első próba (1955) és a Májusi adósságban (1959) című műveiben. A szegény iparoscsalád életét, a falusiaknak a megélhetésért vívott nehéz küzdelmét a főszereplő kisfiú, Andris szemével látjuk.
Következő két kötete tízesztendős különbséggel jelent meg (A bódé, 1962; Mi, pulóveresek, 1972). Külső hasonlóságuk azért is figyelemre méltó, mert belső egyezések is fölfedezhetők bennük: az írások hibái és erényei szinte azonosak. Mindkét kötet két-két mai témájú kisregényt foglal magába: az első a címadó regényen kívül a Thék Károly útját, a második pedig a Holtak hátán és a Mi, pulóveresek című írásokat.
Kisregényei izgalmasak, fordulatosak; sokrétűen ábrázolják a társadalom és a magánélet időszerű s mindnyájunkat érintő kérdéseit.

## Emlékezete
Születési centenáriumán korábbi szegedi lakóhelyén emléktáblát helyeztek el. Az avatási ünnepségen emlékezett az író személyéről és életművéről Kiss Ernő, aki az író munkásságát feldolgozó, több helyszínen bemutatott emlékműsor szerkesztője volt, valamint Cserháti Sándor, a Szegedi Evangélikus Egyházközség lelkésze.

## Művei
- Mutatkozzál be nekem, egészen! (versek, 1944)
- Az első próba (regény, 1955)
- Májusi adósság (elbeszélések, 1959)
- Marika (színmű, 1960)
- A bódé (kisregények, 1962)
- Mi, pulóveresek (regény, 1972)
- Vadember veszélyben (regény, 1977)
- Csak atom (elbeszélés, 1981)
- A kékcsillagos sárkány (elbeszélés, 1981)
- Tornádó (életrajzi regény, 1989)
- Szégyen vagy szerelem (kisregény, 1992)
- Veszélyzóna (regény, 1993)
- Paradicsommadarak (kisregények, Bába Kiadó Szeged, 1997)
- Helga regénye (elbeszélések, Bába Kiadó, Szeged 1997)
- Párbeszéd a művészetről - Dél-alföldi művészportrék, Bába Kiadó, Szeged 1998)
- Viruló évek (visszaemlékezés, Bába Kiadó, Szeged 2000)
- Parázs (kisregények, Bába Kiadó, Szeged 2003)